# Адское пламя (Marvel Comics)
Адское пламя (англ. Hellfire), настоящее имя Джеймс Тейлор Джеймс (англ. James Taylor James) — персонаж, появляющийся в комиксах издательства Marvel Comics.

## История публикации
Адское Пламя впервые появился в The Mighty Avengers # 13 и был создан Брайаном Майклом Бендисом и Алексом Малеевым.

## Вымышленная биография
Ник Фьюри рекрутирует внука Картера Слейда, Джеймса Тейлора Джеймса (также известного как Дж. Т. Слэйд), представленного в The Mighty Avengers # 13, чтобы он стал частью команды Фьюри против «Секретного вторжения» инопланетян Скруллов. Вызов персонажа в начале Secret Invasion #4 (сентябрь 2008 г.) относится к Дж. Т. как «Адское пламя». Он продолжает делать свои многочисленные выступления в текущей серии Secret Warriors. Позже выяснилось, что он является двойным агентом ГИДРЫ.
Ник Фьюри позволяет Адскому пламени пасть к его смерти в результате двойных сделок персонажа[стиль].

## Силы и способности
Слэйд обладает сверхчеловеческими рефлексами и способностью вызывать цепи пламени и наносить ими огромный урон.

## Вне комиксов
Версия как Нелюдя Джеймса появляется в телесериале «Агенты Щ.И.Т.», которого играет Аксл Уайтхед. Он был бывшим наёмником и экспертом по разрушениям, который был изгнан из «Загробии» Цжя-Инь за взлом в её архивах. Он впервые появился в эпизоде «Потерянный рай», где Дейзи Джонсон и Линкольн Кэмпбелл спросили его о устройстве Крии, которое у него было. В эпизоде «Сингулярность» Джеймс проходит Терригенез в руках Улья и получает свою силу, которая позволяет ему заряжать вещи для огненного взрыва. После того, как Джеймс поддался на сторону Улья, Дейзи помог ему, Дейзи Джонсон и Алише Уитли похитить Холдена Рэдклиффа, чтобы создать своих нечеловеков. Во время финальной битвы против Хейва Адлфайр был побеждён Мелиндой Мэй. В эпизоде «Позвольте мне встать рядом с вашим огнём» Адского пламя показали, когда он работает в магазине фейерверков, когда Дейзи Джонсон и Джемма Симмонс прибывают, чтобы предупредить его о Сторожевых псах. Встречаясь с ним в хранилище рядом с магазином фейерверков, сторожевики прибывают туда, где Адский огонь упоминается у Дейзи и Джеммы, что он заключил сделку с Сторожевыми псами, где он поможет ему избавиться от нелюдей в обмен на то, что они убьют его в последний раз. Поскольку Дейзи и Джемма работают, чтобы уйти от Сторожевых псов, Адское пламя сжигает их, пока появляется Робби Рейес. После того, как Фил Коулсон и Аль Маккензи прибывают, чтобы спасти Дейзи и Джемму, Робби становится Призрачным Гонщиком и борется с Адским Пламенем. После взрыва магазина фейерверков Робби вытаскивает тело Адского пламени из-за взрыва, когда он спросил Коулсона, не сказал ли он, чтобы оставить его живым. Джемма кладёт руку на шею Адского пламени и кивает вверх и вниз к Коулсону.